# Anže Jelar
Anže Jelar, slovenski nogometaš, * 18. avgust 1991, Kranj.
Jelar je profesionalni nogometaš, ki igra na položaju napadalca. Od leta 2019 je član avstrijskega kluba DSG Sele/Zell. Pred tem je igral za slovenska kluba Triglav Kranj in Domžale ter avstrijske SC Pinkafeld, ASKÖ Rotenturm in ATUS Ferlach. Skupno je v prvi slovenski ligi odigral 130 tekem in dosegel trinajst golov. Leta 2011 je odigral eno tekmo za slovensko reprezentanco do 21 let. 